# 2004 KE19
2004 KE19 est un objet transneptunien faisant partie des cubewanos. 

## Caractéristiques
2004 KE19 mesure environ 211 km de diamètre.